# 사라 플레처
사라 플레처(Sara Fletcher, 1983년 1월 12일 ~ )는 미국의 배우, 텔레비전 배우, 영화배우이다.
오하이오주에서 태어났다.

## 영화
- 퍼피 위드 러브 (2019년)
- 나딘 (2018년)
- 악몽의 미드나잇 (2018년) - 소피아 역
- 논-트랜스퍼러블 (2017년)
- 어 비기너즈 가이드 투 스너프 (2016년)
- 써티쉬 (2013년)
- 소타' 호니 (2013년) - 제시카 역
- 헨젤과 그레텔 2014 (2013년) - 제인 역
- 어덜트후드 (2012년) - 바네사 역
- 더 시크릿 키퍼 (2012년)
- 더 해머 (2010년) - 레이첼 역
- 어 넘버스 게임 (2010년)
- 아이크라임 (2009년) - 캐리 역